# Аделаида Аквитанская
Аделаи́да Аквита́нская (также Аделаида из Пуатье или Аде́ль; фр. Adèle или Adélaïde d'Aquitaine; около 950 — 15 июня 1004) — королева Франции в 987—996 годах.

## Биография
Аделаида была дочерью герцога Аквитании и графа Пуатье Гильома III Патлатого и дочери первого герцога Нормандии Роллона Адели Нормандской. Отец использовал её в качестве заложницы для перемирия с Гуго Капетом, хотя тот, в отличие от своего отца Гуго Великого, никогда не пытался завоевать Аквитанию, и в 968 году Аделаида вышла замуж за Гуго Капета, будущего короля Франции и основателя династии Капетингов. От этого брака родилось трое детей:

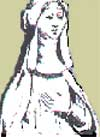
Аделаида Аквитанская

- Гизела (около 969 — около 1000); муж: граф Понтьё и первый сеньор (шателен) Абвиля Гуго I
- Роберт II Благочестивый (972—1031), король Франции, преемник Гуго Капета
- Гедвига (Эдвига) (ок. 974 — после 1013); муж: граф Эно (Геннегау) Ренье IV.